# Systemisk terapi
Systemisk terapi eller systemisk psykoterapi er en af de store hovedretninger inden for psykoterapi. Den lægger vægt på betydningen af sociale systemer. Systemisk terapi har ikke fokus på at lære folk bestemte redskaber eller værktøjer, men på at forbedre kommunikation og handlemønstre.

## Anvendelsesområde og målgruppe
Systemisk terapi sigter mod at forstå og ændre de mønstre og dynamikker, der kan bidrage til problemer og konflikter i sociale relationer. Systemisk terapi kan især hjælpe med at forstå og løse konflikter inden for familien, forbedre kommunikationen og fremme sundere relationer. Terapien kan også adressere udfordringer i parforholdet, såsom kommunikationsproblemer, konflikter eller seksuelle problemer. Terapien kan endelig bruges til at løse problemer på arbejdspladsen, forbedre teamdynamik og håndtere stress eller konflikter i arbejdssituationen.
Systemisk terapi er særlig nyttig i behandlingen af familiære konflikter, kommunikationsproblemer, og når der er behov for at forstå og ændre dynamikken inden for en familie. Terapien kan også være særlig gavnlig for par, der oplever kommunikationsvanskeligheder, konflikter, eller som ønsker at forbedre deres relation.
Nogle mennesker foretrækker en mere individuel tilgang frem for en terapi, der fokuserer på relationer og det sociale system. Hvis en person ikke ønsker at inddrage familiemedlemmer eller partnere i terapiprocessen, kan andre terapiformer være mere hensigtsmæssige.

## Teoretisk grundlag
Tilgangen er baseret på systemisk teori og systemisk psykologi, der er kendetegnet ved at lægge vægt på sociale systemer i form af mellemmenneskelige relationer og de underforståede aftaler, der udspiller sig mellem personer.

## Hovedtræk og historie
Den systemiske terapi opfatter psykologiske problemer som noget, der ligger i hele systemets samspil (f.eks. den måde en bestemt familie fungerer på) frem for noget, der knytter sig til den person, der udviser symptomerne. Derfor retter terapien sig også mod systemet.
Tilgangen rev oprindelig udviklet inden for familie- og parterapi, men kan også praktiseres som individuel terapi. Den mest kendte af de oprindelige skoler er Milanoskolen. Et andet vigtigt navn er den amerikanske psykolog Gregory Bateson

## I Danmark
Systemisk terapi er anerkendt af de danske sundhedsmyndigheder og er en integreret del af det danske sundhedssystem. Der er uddannelsesprogrammer og kurser til rådighed for terapeuter, der ønsker at specialisere sig i systemisk terapi. Tilgangen er især udbredt i Danmark som en tilgang til familieterapi. Tilgangen har også fået en betydning for coaching og konsulent-arbejde.
Jesper Juul var en af Danmarks mest kendte familieterapeuter og forfatter. Han bidrog væsentligt til udviklingen af systemisk terapi og var en pioner inden for familieterapi i Danmark. Hans arbejde fokuserede på familierelationer og opdragelse.
Der findes flere danske uddannelser inden for systemisk terapi, og der undervises blandt andet i tilgangen ved Systemisk Institut for Familieterapi.

### Dansksproget
- Barckmann, Christian. "UDVIKLING OG OPDAGELSER I SYSTEMISK TÆNKNING:–NÅR PSYKOTERAPI RÆKKER UDOVER DEN ENKELTE." Psyke & Logos 42.1 (2021): 73-89.
- Bargmann, Susanne. "Familieterapiens fremtid–Terapeuten mellem evidenskrav og udvikling." Fokus på familien 41.2 (2013): 136-152.
- Burnhsm, J.B.; 1989, Familieterapi – En introduktion til systemisk teori og praksis, Hans Reitzels Forlag
- Draper, Ross & Rudi Dallos (2007): "Familieterapi - systemisk terapi i teori og praksis". Hans Reitzels Forlag: ISBN 9788741224961
- Jones, Elsa. Familieterapi i systemisk perspektiv: udviklingstendenser inden for systemisk terapi efter Milano-modellen. Dansk psykologisk forlag, 1996.
- Mosgaard, Jacob. "De tre bølger i systemisk tænkning." Systemisk forum. Vol. 3. 2003.
- Schødt, B.; Egeland, T.A.; 2000, Fra systemteori til familieteori, Paludans Forlag
- Whittaker, Kristoffer J., and Terje Tilden. "Integrativ systemisk terapi: Metateori og psykoterapeutisk praksis." Fokus på familien 50.3 (2022): 190-206.

### Tysksproget
- Arist von Schlippe and Jochen Schweitzer,  Lehrbuch der Systemischen Therapie und Beratung(Göttingen: Vandenhoeck & Ruprecht) 1998

### Engelsksproget
- Cantwell, Peter, and Sophie Holmes. "Social construction: A paradigm shift for systemic therapy and training." Australian and New Zealand Journal of Family Therapy 15.1 (1994): 17-26.
- Carr, A. (2016). How and why do family and systemic therapies work?. Australian and New Zealand Journal of Family Therapy, 37(1), 37-55.
- Flaskas, Carmel, and Amaryll Perlesz, eds. The therapeutic relationship in systemic therapy. Routledge, 2018.
- Vetere, Arlene, and Rudi Dallos. "Systemic therapy and attachment narratives." Journal of Family Therapy 30.4 (2008): 374-385.